# Astrolabe Lake
Astrolabe Lake är en sjö i Kanada.   Den ligger i countyt Renfrew County och provinsen Ontario, i den sydöstra delen av landet, 90 km väster om huvudstaden Ottawa. Astrolabe Lake ligger 148 meter över havet. Arean är 0,23 kvadratkilometer. Den sträcker sig 0,6 kilometer i nord-sydlig riktning, och 0,8 kilometer i öst-västlig riktning.
Omgivningarna runt Astrolabe Lake är en mosaik av jordbruksmark och naturlig växtlighet. Runt Astrolabe Lake är det glesbefolkat, med 11 invånare per kvadratkilometer.